# Милан Јовин
Милан „Миле” Јовин (Српска Црња, 13. децембар 1955) бивши је српски и југословенски фудбалер, а садашњи фудбалски тренер.

## Играчка каријера
Играо је за ФК Нови Сад пре него што је 1978. године дошао у Црвену звезду. За београдске црвено-беле је наступао до 1986. године. Одиграо је 174 званичне утакмице и постигао седам голова. Учествовао је у освајању три шампионске титуле (1980, 1981. и 1984. године), и једног националног купа 1985. године. Био је стандардан члан тима у походу на финале Купа УЕФА у сезони 1978/79, када је одиграо осам мечева, укључујући све полуфиналне и финалне сусрете против Херте и Борусије из Менхенгладбаха. Носио је и дрес шведског друголигаша Дегерфорса у сезони 1986/87.
Са олимпијском репрезентацијом Југославије заузео је четврто место на Олимпијским играма у Москви 1980. године. Уписао је четири наступа за национални тим Југославије. Деби је имао 30. марта 1980. против Румуније (2:0), а последњу утакмицу је одиграо 13. октобра 1982. у поразу против Норвешке (1:3).
Радио је као тренер млађих категорија у Црвеној звезди, а водио је још и Вождовац, Срем из Сремске Митровице, Леотар из Требиња, са којим је био шампион Босне и Херцеговине у сезони 2002/03, затим нишки Раднички, Нови Пазар, Радник из Бијељине, Бечеј, Жепче...

## Успеси
- Црвена звезда
  - Првенство Југославије: 1979/80, 1980/81, 1983/84.
  - Куп Југославије: 1981/82, 1984/85.